# Keluwain
Keluwain is een bestuurslaag in het regentschap Flores Timur van de provincie Oost-Nusa Tenggara, Indonesië. Keluwain telt 498 inwoners (volkstelling 2010).